# Муромський
Муромський (рос. Муромский) — селище, підпорядкований місту Мурому Владимирської області Російської Федерації.
Населення становить 1071 особу (2010).

## Історія
Населений пункт розташований на землях фіно-угорських народів муроми та мещери.
Згідно із законом від 13 травня 2005 року увійшло до складу муніципального утворення місто Муром.

## Населення
| 2002 | 2010  |
| ---- | ----- |
| 1242 | ↘1071 |